# Vàlvula de làmines

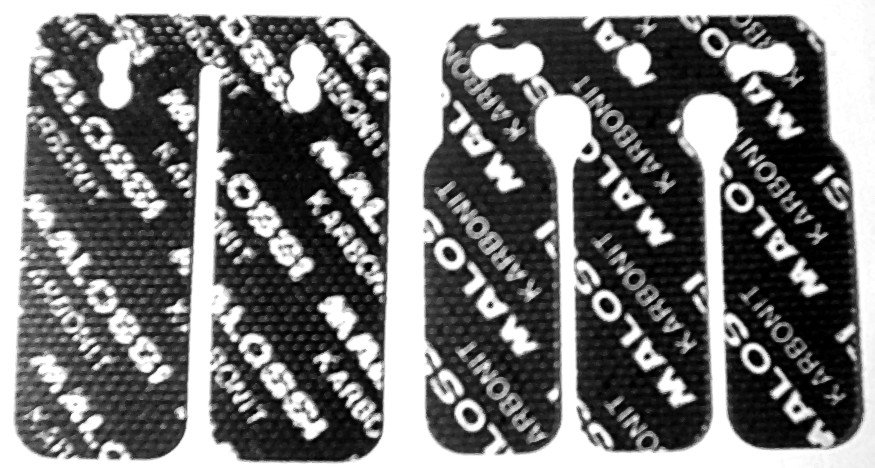
Dues làmines de fibra de carboni per a vàlvules d'un motor de 2 temps (Maloni).

Una vàlvula de làmines és un tipus de vàlvula utilitzat en els motors de dos temps. Consta d'un cos principal i diverses làmines flexibles. La funció d'aquesta vàlvula és dirigir els gasos que encara no han cremat cap a l'interior del motor.